# Campus Henry-Christophe de Limonade
Le Campus Henry Christophe de Limonade (CHCL), continue sous le nom de "Campus Henry Christophe de l'Université d'État d'Haïti à Limonade (UEH-CHCL)", est un campus universitaire situé dans le nord d'Haïti, fondé en 2012 dans le but de dynamiser et de décentraliser l'enseignement supérieur en Haïti. Le Campus est un don de la République dominicaine à la suite du tremblement de terre du 12 janvier 2010 qui a ravagé la capitale d'Haïti et d'autres villes. Construit sur une superficie de 144 000 m2, contenant en tout 72 salles de cours, 18 salles de laboratoires (informatique, biologie, géologie), un auditorium, des installations sportives et autres infrastructures, ce campus est actuellement considéré comme plus grand centre universitaire du pays.

## Histoire

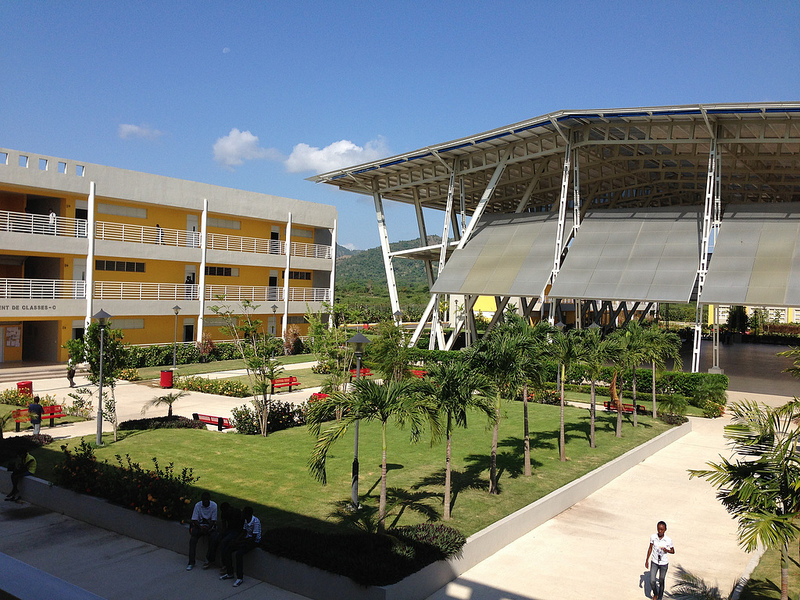
L'agora du campus Henry-Christophe.

Un campus entièrement neuf a été construit en six mois. La construction a coûté 30 millions de dollars américains, et le financement des travaux a été en grande partie assuré par le gouvernement de la République dominicaine. Le campus de l'université, situé à Pister, section communale de Roucou, commune de Limonade, dans l'arrondissement de Cap-Haïtien, a été inauguré par le président haïtien Michel Martelly le 12 janvier 2012, en présence de l'ancien président haïtien René Préval et du président dominicain alors en exercice Leonel Fernández.
Le Campus Henry Christophe de Limonade (CHCL), composante de l'Université d'État d’Haïti (UEH), est placé sous la tutelle du Conseil Exécutif (CE) de l’UEH, conformément à son organisation administrative et hiérarchique. Afin d’assurer la gestion académique, administrative et financière du CHCL, le Conseil Exécutif a institué un Conseil de Gestion (CG), organe exécutif propre au campus.
Jean-Marie Théodat, ancien enseignant à l'université Paris-Sorbonne, est le premier président de son conseil de gestion à l'ouverture en 2012. Audalbert Bien-Aimé (décédé le 3 mars 2021) lui succède en mai 2015 jusqu'en 2021. À la suite de la mort du président Audalbert Bien-Aimé, le conseil exécutif de l'UEH a nommé 3 nouveaux membres au conseil de gestion pour diriger le campus : Hérissé Guirand (président), Pierre Maxwell Bellefleur (vice-président) et Claudel Noel (vice-président). Le mandat de ses membres devrait prendre fin à l’investiture du nouveau Conseil qui devrait intervenir avant le 1er janvier 2022; mais le 29 décembre 2021 le Conseil Exécutif de l'UEH a publié une circulaire prolongeant le mandat du conseil de gestion du campus jusqu'au 3 novembre 2022. Pourtant, jusqu'au 8 décembre 2022 le conseil assure toujours la gestion du Campus, il n'y a pas eu d'élections à cause de la situation politique du pays (blocage).

## Formations
Le campus est prévu pour accueillir jusqu'à 10 000 étudiants. Pour l'année universitaire 2012-2013, ils sont 1 500 à avoir été admis à entrer à l'université, sur plus de 7 500 candidatures. Parmi ces élèves, 1 000 se sont dirigés vers les filières techniques (« métiers de l’ingénieur, professions médicales et de la santé, métiers de la mer, de l’agriculture et des services »), 300 vers les sciences humaines et sociales — 200 en administration, 100 en lettres — et 200 vers les filières courtes dites « arts et métiers ». L'enseignement et la recherche se font en quatre langues, créole haïtien, français, anglais et espagnol.
Début 2013, les filières n'étaient pas encore toutes organisées, par manque de moyens et de professeurs. Ce manque d'organisation a été à l'origine de troubles en janvier 2014, des manifestations, impliquant la mort accidentelle d'une vendeuse ambulante après l'intervention sur le campus des forces de l'ordre lors d'une journée de manifestations.
Le 6 juillet 2021, le conseil exécutif de l'UEH a publié la « Circulaire portant création des corps universitaires au campus Henry-Christophe de l'Université d'État d'Haïti à Limonade » fixant le nombre de facultés à 6, subdivisés en 18 départements et écoles. Les différentes facultés et leurs doyens respectifs sont :
1. la faculté des Sciences de la santé (FSS), qui a pour doyen a.i, Jean-Pierre PAUL ;
2. la faculté des Sciences agronomiques, halieutiques et agroalimentaires (FSAHAL) qui a pour doyen Weldenson DORVIL ;
3. la faculté des Arts et des Sciences de l'Éducation (FASE), qui a pour doyen Evenel MICHEL ;
4. la facultés des Sciences humaines et sociales (FSHS), qui a pour doyen Edelyn DORISMOND ;
5. la faculté des Sciences et de Génie (FSG), qui a pour doyen Ones JEAN ;
6. la faculté des Sciences de la terre, de l'Environnement et de l'Aménagement du territoire (FSTEAT), qui a pour doyen Dieupuissant FLORIDA.

Chacune de ses facultés comprend des départements ou écoles.
Pour la FSS, elle comprend :
- L'École de Médecine,
- L'École de Sages-femmes,
- L'École de Radiologie.

Pour la FSAHAL, il y a :
- le département de Production animale et végétale,
- le département Agroéconomie et Développement durable.

Pour la FASE, on compte : 
- le département de Musique,
- le département d'Arts visuels,
- le département d’Éducation (Options : Physique, Biologie, Chimie, Mathématiques et le la Psychoéducation)
- Petite enfance (programme de cycle court).

En ce qui concerne la FSHS, il existe :
- Le département de Psychologie,
- Le département de Sociologie,
- Le département de Travail social,
- Le département des Sciences politiques.

Pour la FSG, il y a :
- Le département des Sciences Informatiques
- Le département des Sciences de Bases
- L'École Supérieure d'Ingénieur de Limonade (ESIL) (avec 2 programmes de formation : génie civil et génie électrique).

Enfin, pour la FSTEAT, il comprend :
- L'Institut supérieur de l'Environnement et de l'Aménagement du territoire,
- le département des Sciences de l'environnement
- Gestion de déchets (programme de cycle court).

## Concours d'admission
Selon un document du Campus, Le concours d’admission au Campus Henry Christophe de l’Université d’État d’Haïti à Limonade (UEH-CHCL) vise à sélectionner les meilleurs candidats pour intégrer les différentes facultés, en se basant uniquement sur le mérite académique. Ce processus garantit une sélection transparente et équitable, avec un nombre de places limité par faculté, attribuées selon les résultats obtenus au concours. 
Les lauréats nationaux des examens d’État (2023-2024) sont dispensés de concours, sous réserve d’une demande officielle et d’une inscription régulière, conformément à un accord avec le ministère de l’Éducation Nationale et de la Formation Professionnelle (MENFP). 
Le concours évalue les connaissances des candidats en fonction des pôles choisis, chaque pôle couvrant un ensemble spécifique de matières. Les candidats doivent maîtriser les matières pertinentes à leur pôle d’étude. Le questionnaire d’examen du concours est tiré du programme officiel du secondaire (MENFP). 
Pôles sciences et technologies (ST) : 
- Disciplines : Agronomie, Éducation (Options : Physique, Biologie, Chimie, Mathématiques), Environnement, Génie, Informatique, Médecine, Sage-femme, Radiologie.
- Matières : Mathématiques (Algèbre, Géométrie, Analyse, Statistique, Nombres Complexes), Physique, Chimie, Biologie, Français.

Pôles Sciences Humaines et Sociales :
- Disciplines : Psychologie, Sociologie, Travail social, Sciences politiques, Psychoéducation, Aménagement du territoire, Musique, Arts visuels, Éducation (Lettres et Philosophie, Sciences Economiques et Sociales, Musique et Arts Visuels)
- Matières : Histoire, Géographie, Philosophie, Logique Mathématique, Langues

## Équipements
Le campus comporte 144 000 m2 de locaux, dont soixante-douze salles de cours, une bibliothèque universitaire, des salles de travail, des laboratoires de sciences, un auditorium ainsi que des installations sportives, sur un site de 60 ha.
De gros problèmes ont été à déplorer dans la qualité des bâtiments réalisés, puisqu'un an après leur inauguration, certains d'entre eux se sont fissurés et présentent des problèmes d'étanchéité. Ces sinistres ont rendu quelques installations scientifiques inutilisables : ainsi, en juin 2013, seule une cinquantaine des soixante-douze salles reste accessible.
L'université jouit d'un emplacement privilégié dans ce qu'il est convenu d'appeler le « Corridor de Développement du Nord », profitant de l'implantation voisine du parc industriel de Caracol. Néanmoins, les infrastructures disponibles sont encore incomplètes, et l'opinion publique est demandeuse d'installations complémentaires intégrant par exemple un centre hospitalier, des installations sportives et hôtelières, etc.